# Arbër Allkanjari
Arbër Allkanjari (* 20. November 1989 in Lushnja) ist ein ehemaliger albanischer Fußballspieler.

## Karriere
Seine Karriere begann er in der Jugendmannschaft von KS Egnatia Rrogozhina, wo er von 2006 bis 2008 spielte. Sein Profidebüt gab er in der Saison 2008–2009 für KS Egnatia Rrogozhina und erzielte in 20 Spielen fünf Tore.
Von 2009 bis 2013 spielte Allkanjari für KS Lushnja und absolvierte 30 Spiele, in denen er zwei Tore erzielte. Anschließend wechselte er zu Dinamo Tirana, wo er in der Saison 2013–2014 in 14 Spielen ein Tor erzielte. Danach kehrte er zu KS Lushnja zurück und spielte dort von 2014 bis 2017, wobei er in 51 Spielen drei Tore erzielte. 2021 beendete er seine Fußballkarriere.